# Stölting Service Group
Stölting Service Group, voorheen Team Stölting was een Duitse wielerploeg. De ploeg bestond sinds 2011 en had sinds 2016 een ProContinentale licentie. Na afloop van dat seizoen hield de ploeg op te bestaan na het wegvallen van de hoofdsponsor. Jochen Hahn was de manager van de ploeg.

## Ploeg 2016
- Moritz Backofen (sinds 1 augustus, stagiair)
- Gerald Ciolek
- Linus Gerdemann
- Rasmus Guldhammer
- Lasse Norman Hansen
- Lennard Kämna
- Alexander Kamp
- Alex Kirsch
- Thomas Koep
- Romain Lemarchand
- Christian Mager
- Mads Pedersen
- Rasmus Quaade
- Michael Reihs
- Sven Reutter
- Jonas Tenbrock
- Fabian Wegmann
- Alexander Weifenbach (sinds 1 augustus, stagiair)
- Willi Willwohl (sinds 1 augustus, stagiair)